# Rivières (Charente)
Pour les articles homonymes, voir Rivières.
Rivières (Rivieras en limousin, dialecte occitan) est une commune du Sud-Ouest de la France située dans le département de la Charente (région Nouvelle-Aquitaine).
Ses habitants sont les Riviérois et les Riviéroises.

## Géographie

### Localisation et accès
Rivières est une commune située à 2 km au nord-ouest de La Rochefoucauld et à 20 km au nord-est d'Angoulême.
La commune arrive presque jusqu'au château de La Rochefoucauld. Elle est située dans la vallée de la Tardoire, et englobe aussi une petite partie de la forêt de la Braconne à l'ouest.
Elle est traversée par les routes départementales 88 (dite route de la Duchesse), qui va de La Rochefoucauld à Jauldes et passe à côté du bourg, et la D 6, route de Montbron à Mansle (passant par La Rochefoucauld et le Pont-d'Agris) qui passe sur la rive droite.
La route nationale 141 d'Angoulême à Limoges, maillon occidental de la route Centre-Europe Atlantique, contourne La Rochefoucauld depuis 2011 et passe sur son territoire.
Elle est aussi traversée par le GR 36, sentier de grande randonnée qui relie la Manche aux Pyrénées orientales, et qui longe la rive droite de la Tardoire entre La Rochefoucauld et Agris.
La gare la plus proche est celle de La Rochefoucauld, desservie par des TER à destination d'Angoulême et de Limoges.

### Hameaux et lieux-dits
La commune de Rivières est assez étendue et peuplée, et se compose de nombreux gros hameaux : les Houillères, Lavaud, Monthézard, la Villandière sur la rive droite de la Tardoire, la Croix de l'Orme (faubourg de La Rochefoucauld), Chez la Serre, Chez Salot, Chez Pichou etc. sur la rive gauche.

### Communes limitrophes
| Agris | Les Pins                      |                     |
| Brie  | Rivières                      | Taponnat-Fleurignac |
|       | La Rochefoucauld-en-Angoumois |                     |

### Géologie et relief
Le terrain est calcaire et date du Jurassique (Bathonien à Kimméridgien d'est en ouest). La commune est sur le karst de La Rochefoucauld. Le plateau à l'est de la vallée de la Tardoire est recouverte d'altérite et d'argile à silex provenant du Massif central tout proche (10 km à l'est) et déposé pendant l'ère tertiaire. La vallée est occupée par des alluvions et terrasses de sable et graviers (rive droite) datant du Quaternaire,,,.
La cavité de Camelot, en partie sous la commune de Saint-Projet-Saint-Constant, est à ce jour la plus vaste grotte karstique connue du département. Elle possède 15 kilomètres de galeries reliant un réseau de cavités souterraines.
La commune inclut le point culminant de la forêt de la Braconne, 156 m, le Gros Fayant, occupé autrefois par un observatoire (tour métallique). La maison forestière est aussi sur la commune.
Le point le plus bas, 65 m, se trouve au nord de la commune, dans le lit de la Tardoire.

### Hydrographie

#### Réseau hydrographique

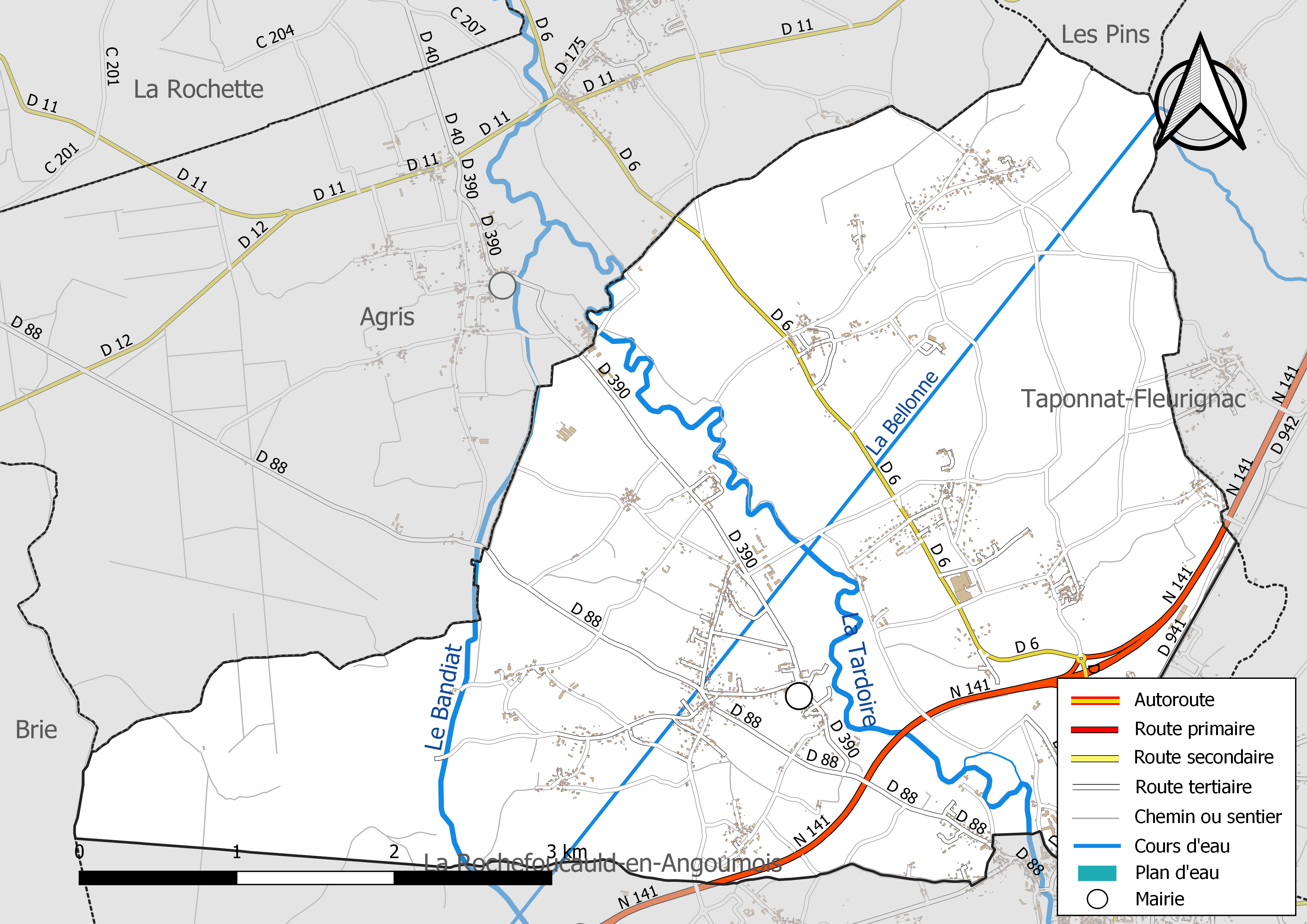
Réseaux hydrographique et routier de Rivières.

La commune est située dans le bassin versant de la Charente au sein du Bassin Adour-Garonne. Elle est drainée par la Tardoire, le Bandiat, la Bellonne et, qui constituent un réseau hydrographique de 16 km de longueur totale,.
De nombreux gouffres jalonnent la forêt de la Braconne, mais aussi le lit des rivières Bandiat et Tardoire. Le Bandiat disparaît dans ces pertes avant son confluent avec la Tardoire, et la Tardoire est à sec en été.
Sur la commune, on peut noter :
- les Fosses de Ribérolles (entre le Bandiat et Chez Pichou)
- sur le Bandiat :
  - le gouffre de Gauffry
  - les gouffres du Gros Roc
  - le gouffre de la Cuve
  - le gouffre des Pinonnes (en aval des Vieilles Vaures et en limite d'Agris)
- sur la Tardoire :
  - le gouffre de Chez Lascoux (le plus important)
  - les gouffres de Chez Lambert, en particulier le Gourdonnais
  - les gouffres du Mônac

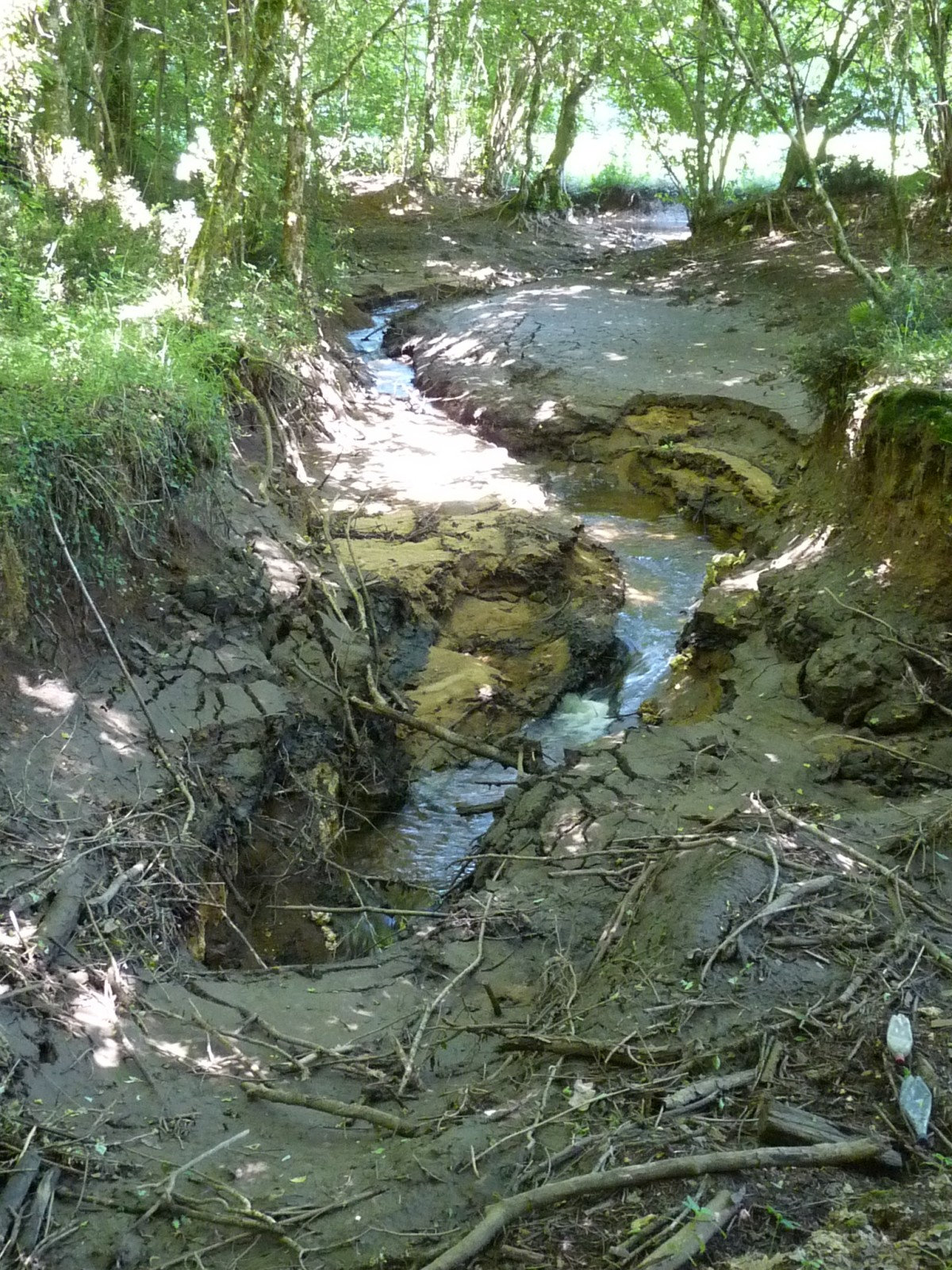
Gouffre de Chez Touchet (Bandiat), dans la forêt de la Braconne, en juin.
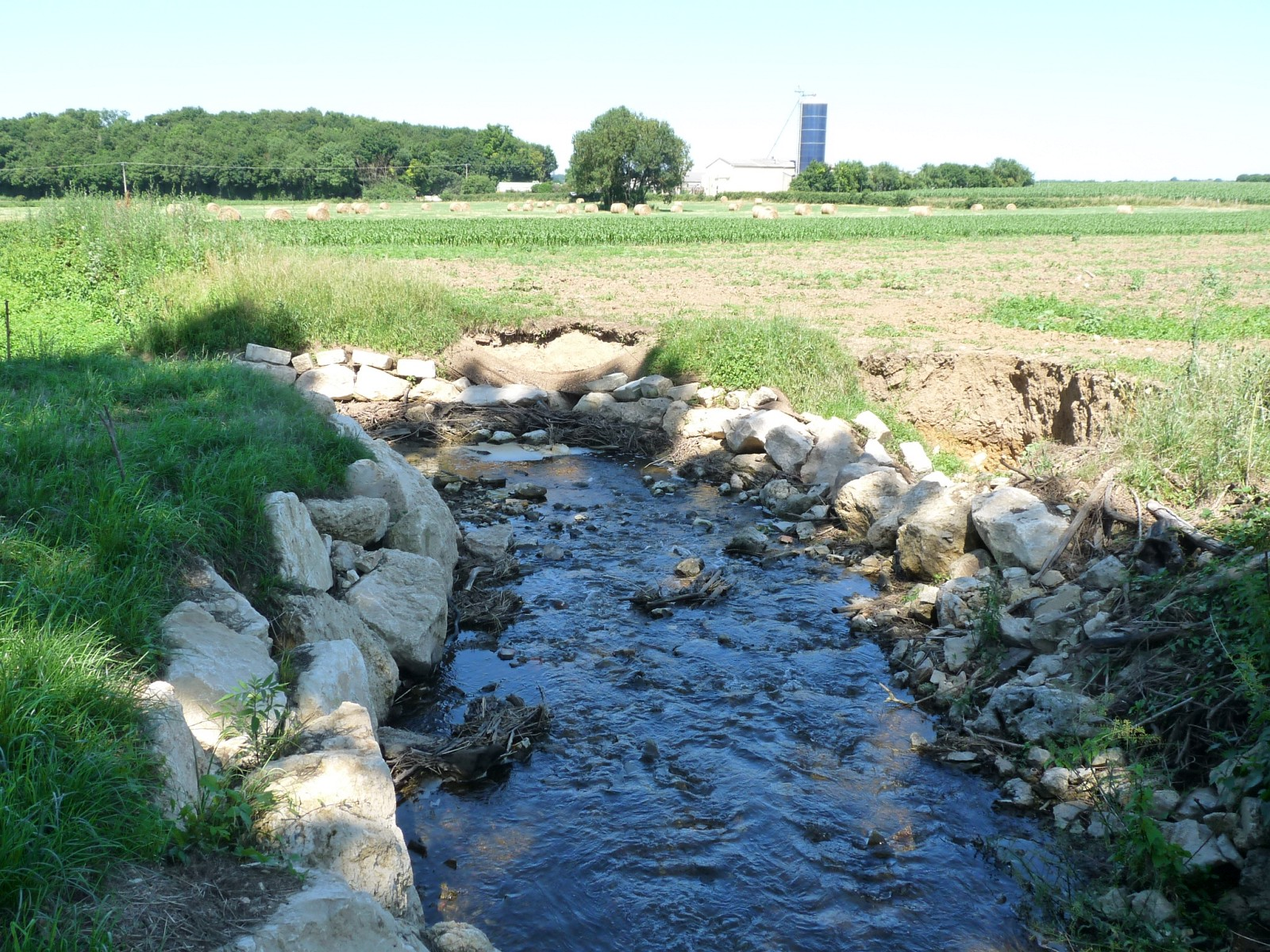
Les Pinonnes, gouffre final du Bandiat, en juin.

#### Gestion des eaux
Le territoire communal est couvert par le schéma d'aménagement et de gestion des eaux (SAGE) « Charente ». Ce document de planification, dont le territoire correspond au bassin de la Charente, d'une superficie de 9 300 km2, a été approuvé le 19 novembre 2019. La structure porteuse de l'élaboration et de la mise en œuvre est l'établissement public territorial de bassin Charente. Il définit sur son territoire les objectifs généraux d’utilisation, de mise en valeur et de protection quantitative et qualitative des ressources en eau superficielle et souterraine, en respect des objectifs de qualité définis dans le troisième SDAGE  du Bassin Adour-Garonne qui couvre la période 2022-2027, approuvé le 10 mars 2022.

### Climat
Comme dans les trois quarts sud et ouest du département, le climat est océanique aquitain.

## Urbanisme

### Typologie
Au 1er janvier 2024, Rivières est catégorisée commune rurale à habitat dispersé, selon la nouvelle grille communale de densité à 7 niveaux définie par l'Insee en 2022.
Elle est située hors unité urbaine. Par ailleurs la commune fait partie de l'aire d'attraction d'Angoulême, dont elle est une commune de la couronne,. Cette aire, qui regroupe 94 communes, est catégorisée dans les aires de 50 000 à moins de 200 000 habitants,.

### Occupation des sols
L'occupation des sols de la commune, telle qu'elle ressort de la base de données européenne d’occupation biophysique des sols Corine Land Cover (CLC), est marquée par l'importance des territoires agricoles (63,7 % en 2018), en diminution par rapport à 1990 (67,3 %). La répartition détaillée en 2018 est la suivante : 
zones agricoles hétérogènes (38,9 %), terres arables (24,8 %), forêts (23,7 %), zones urbanisées (6,9 %), milieux à végétation arbustive et/ou herbacée (3 %), zones industrielles ou commerciales et réseaux de communication (2,8 %). L'évolution de l’occupation des sols de la commune et de ses infrastructures peut être observée sur les différentes représentations cartographiques du territoire : la carte de Cassini (XVIIIe siècle), la carte d'état-major (1820-1866) et les cartes ou photos aériennes de l'IGN pour la période actuelle (1950 à aujourd'hui).

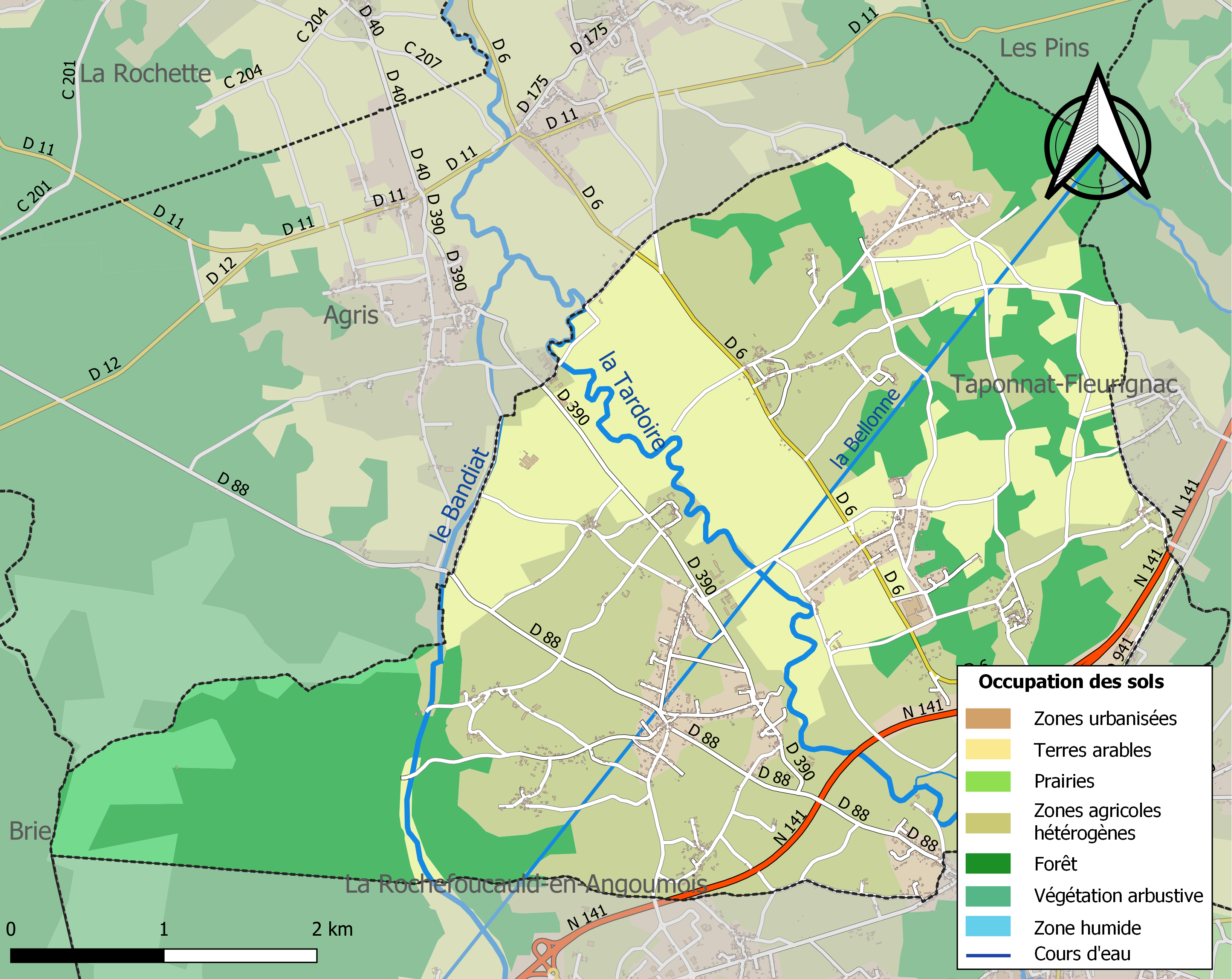
Carte des infrastructures et de l'occupation des sols de la commune en 2018 (CLC).

### Risques majeurs
Le territoire de la commune de Rivières est vulnérable à différents aléas naturels : météorologiques (tempête, orage, neige, grand froid, canicule ou sécheresse), inondations, feux de forêts, mouvements de terrains et séisme (sismicité faible). Un site publié par le BRGM permet d'évaluer simplement et rapidement les risques d'un bien localisé soit par son adresse soit par le numéro de sa parcelle.
Certaines parties du territoire communal sont susceptibles d’être affectées par le risque d’inondation par débordement de cours d'eau et par ruissellement et coulée de boue, notamment la Tardoire, le Bandiat et la Bellonne. La commune a été reconnue en état de catastrophe naturelle au titre des dommages causés par les inondations et coulées de boue survenues en 1982, 1983, 1993, 1999, 2006, 2009 et 2010,.
Rivières est exposée au risque de feu de forêt du fait de la présence sur son territoire des forêts domaniales de Bois Blanc et de la Braconne. Un plan départemental de protection des forêts contre les incendies (PDPFCI) a été élaboré pour la période 2017-2026, faisant suite à un plan 2007-2016. Les mesures individuelles de prévention contre les incendies sont précisées par divers arrêtés préfectoraux et s’appliquent dans les zones exposées aux incendies de forêt et à moins de 200 mètres de celles-ci. L’arrêté du 3 mai 2016 règlemente l'emploi du feu en interdisant notamment d’apporter du feu, de fumer et de jeter des mégots de cigarette dans les espaces sensibles et sur les voies qui les traversent sous peine de sanctions. L'arrêté du 27 décembre 2019 rend le débroussaillement obligatoire, incombant au propriétaire ou ayant droit,,,.

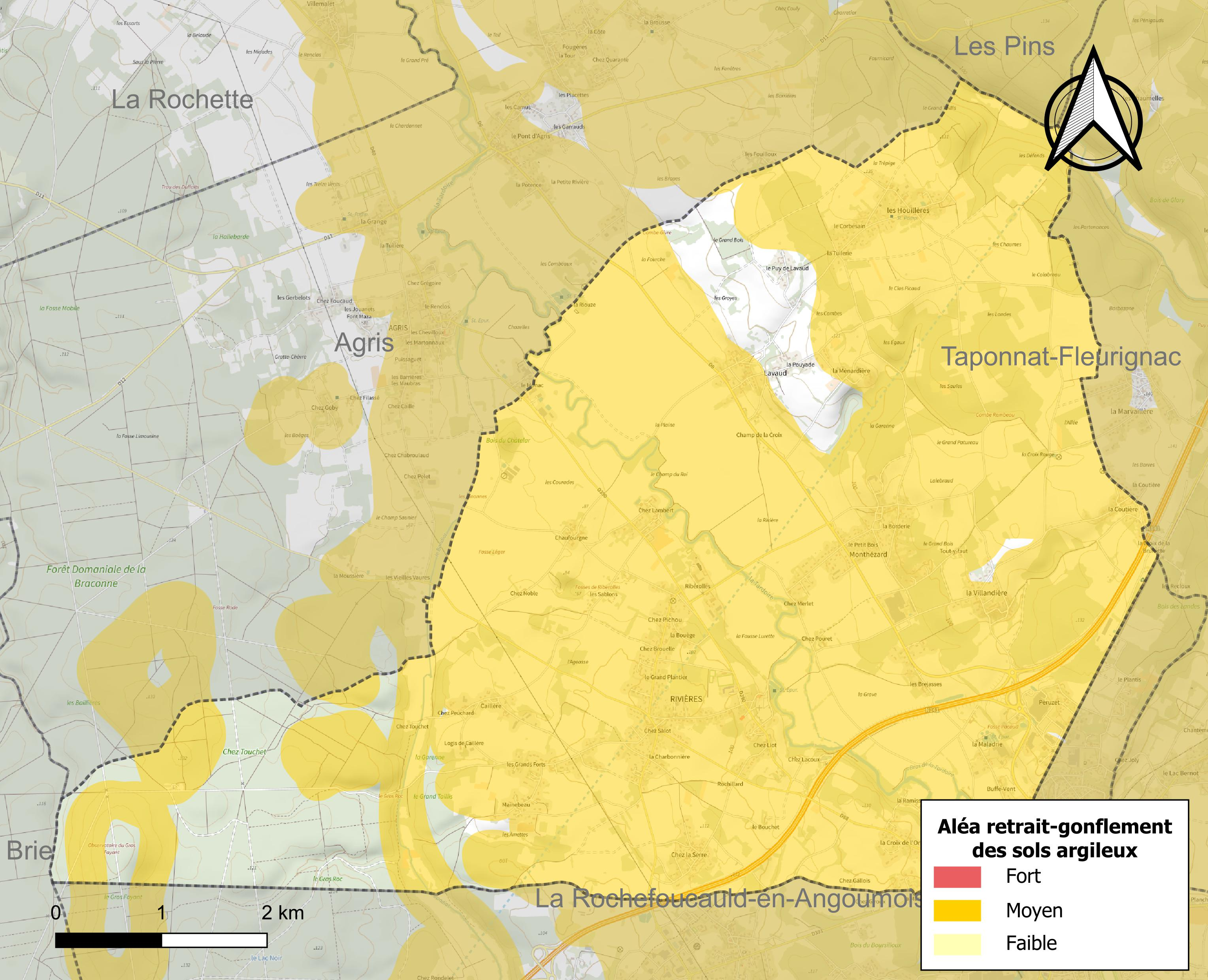
Carte des zones d'aléa retrait-gonflement des sols argileux de Rivières.

Les mouvements de terrains susceptibles de se produire sur la commune sont des affaissements et effondrements liés aux cavités souterraines (hors mines). Par ailleurs, afin de mieux appréhender le risque d’affaissement de terrain, l'inventaire national des cavités souterraines permet de localiser celles situées sur la commune.
Le retrait-gonflement des sols argileux est susceptible d'engendrer des dommages importants aux bâtiments en cas d’alternance de périodes de sécheresse et de pluie. 88,6 % de la superficie communale est en aléa moyen ou fort (67,4 % au niveau départemental et 48,5 % au niveau national). Sur les 848 bâtiments dénombrés sur la commune en 2019, 820 sont en aléa moyen ou fort, soit 97 %, à comparer aux 81 % au niveau départemental et 54 % au niveau national. Une cartographie de l'exposition du territoire national au retrait gonflement des sols argileux est disponible sur le site du BRGM,.
Par ailleurs, afin de mieux appréhender le risque d’affaissement de terrain, l'inventaire national des cavités souterraines permet de localiser celles situées sur la commune.
Concernant les mouvements de terrains, la commune a été reconnue en état de catastrophe naturelle au titre des dommages causés par la sécheresse en 2003 et 2011 et par des mouvements de terrain en 1999.

## Toponymie
Les formes anciennes sont Ripperiis en 1293, Riperiis vers 1100.
L'origine du nom de Rivières remonte au latin riparia qui signifie le bord ou le paysage d'une rivière.
Créée Rivières en 1793, la commune s'est appelée Rivière en 1801. La carte de Cassini, du XVIIIe siècle, l'orthographie Riviere.

### Dialecte
La commune est dans la partie occitane de la Charente qui en occupe le tiers oriental, et le dialecte est limousin. La forêt de la Braconne à l'ouest fait la limite avec le saintongeais, langue d'oil. Rivières se nomme Rivieras en occitan.

## Histoire
L'archéologie aérienne accompagnée de fouilles ont mis en évidence, à Ribérolles, la présence d'une nécropole-sanctuaire de l'âge du fer, dont l'occupation a été prolongée à l'époque gallo-romaine sous la présence d'un fanum (petit temple).
On a retrouvé une inscription latine au lieu-dit la Garenne datant de l'époque romaine (Haut-Empire), sur une dalle calcaire de 1,22 m x 0,43 m : « Julia Malla, fille de Malluron, à l'essence divine des Augustes, et à la déesse Damona Matuberginnis, en mémoire de Sulpicia Silvana, sa fille, a érigé à ses frais ce monument. ». Damona est une déesse celtique.
En 1247, un certain Aimeri de Rivières reprend en fief l'ensemble de ses biens des mains du comte d'Angoulême Hugues de Lusignan.
Élie, seigneur de Rivières, aurait édifié la coupole byzantine d'une chapelle de l'église à son retour de croisade.
Au XVe siècle, ce fief appartenait à la maison de Crozant, aujourd'hui disparue, puis cédé à la famille de Guitard. Il ne reste aucun vestige du château.
Les traces du fief de Ribérolles remontent à une charte de Hugues le Brun, comte d'Angoulême, octroyant aux seigneurs de Ribérolles (Ruperiolis) le droit de glandée dans la forêt de la Braconne. Ce fief relevait en partie des comtes d'Angoulême et en partie des seigneurs de La Rochefoucauld.
Vers le milieu du XVe siècle, Ribérolles était la propriété d'une famille Vigier, qui disparut au XVe siècle et fut remplacée par les de Raymond, seigneurs de Ribérolles et de Mazotte. Cette famille conserva Ribérolles jusqu'en 1641, où le fief passa par mariage à François de Guitard, écuyer, seigneur de la Borie et de Villejoubert, dont la famille avait déjà acquis la seigneurie de Rivières. Cette famille posséda le château jusqu'au début du XXe siècle, représentée alors par la baronne de Ribérolles. L'ancien château a été détruit en 1786, et remplacé par le logis actuel, qui ne put être achevé tel qu'il avait été conçu primitivement.
Au début du XXe siècle, l'industrie dans la commune était représentée par la tuilerie de Péruzet (alimentée dans la seconde moitié du siècle en argile grâce à une voie ferrée étroite particulière depuis une carrière située au nord-est du bourg d'Yvrac, à Chante-Caille), et le moulin à blé de la Ramisse.
L'entreprise Rondinaud, créatrice en 1907 de la pantoufle en feutre appelée Charentaise, est à l'origine une entreprise familiale née à La Rochefoucauld. Son usine principale était installée sur la commune depuis 1962,. Devenue Manufacture charentaise, elle a fermé en 2019.

## Politique et administration

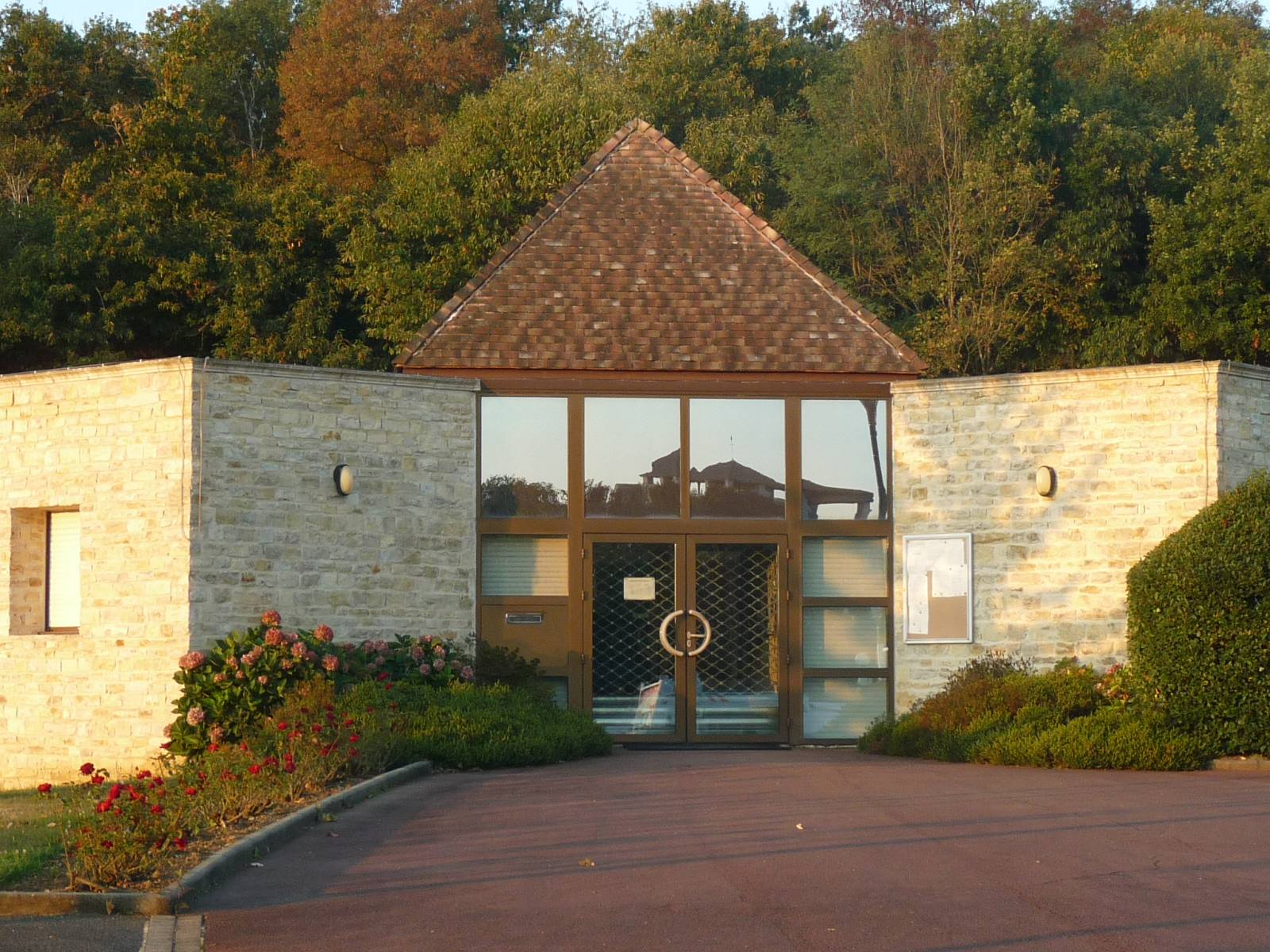
La mairie de Rivières.

| Période                                  | Période   | Identité                 | Étiquette | Qualité |
| ---------------------------------------- | --------- | ------------------------ | --------- | --- |
| Les données manquantes sont à compléter. |           |                          |           | |
| 1925                                     | 1929      | Jean Mornaud             | SE        | |
| Les données manquantes sont à compléter. |           |                          |           | |
| juin 1995                                | mars 2001 | Daniel Gascon            | PS        | Instituteur retraité Conseiller général de La Rochefoucauld (1982 → 2001) Président de la CC Bandiat-Tardoire (1995 → 2000) |
| mars 2001                                | mars 2008 | Nicole Poupon            | DVG       | |
| mars 2008                                | mai 2020  | Michel Cuny              | SE        | Retraité |
| mai 2020                                 | En cours  | Viviane Bourgoin-Zorzoli | SE        | Sans profession, adjointe au maire (2014 → 2020) 2e vice-présidente de la CC La Rochefoucauld - Porte du Périgord (2020 → ) |

## Démographie

### Évolution démographique
L'évolution du nombre d'habitants est connue à travers les recensements de la population effectués dans la commune depuis 1793. Pour les communes de moins de 10 000 habitants, une enquête de recensement portant sur toute la population est réalisée tous les cinq ans, les populations de référence des années intermédiaires étant quant à elles estimées par interpolation ou extrapolation. Pour la commune, le premier recensement exhaustif entrant dans le cadre du nouveau dispositif a été réalisé en 2004.

En 2022, la commune comptait 2 023 habitants, en évolution de +1,2 % par rapport à 2016 (Charente : −0,48 %, France hors Mayotte : +2,11 %).
| 1793  | 1800  | 1806  | 1821  | 1831  | 1841  | 1846  | 1851  | 1856  |
| ----- | ----- | ----- | ----- | ----- | ----- | ----- | ----- | ----- |
| 1 049 | 1 206 | 1 206 | 1 282 | 1 325 | 1 298 | 1 275 | 1 240 | 1 212 |

| 1861  | 1866  | 1872  | 1876  | 1881  | 1886  | 1891  | 1896 | 1901 |
| ----- | ----- | ----- | ----- | ----- | ----- | ----- | ---- | ---- |
| 1 135 | 1 129 | 1 049 | 1 086 | 1 072 | 1 095 | 1 074 | 913  | 843  |

| 1906 | 1911 | 1921 | 1926 | 1931 | 1936 | 1946 | 1954 | 1962  |
| ---- | ---- | ---- | ---- | ---- | ---- | ---- | ---- | ----- |
| 859  | 858  | 852  | 837  | 887  | 907  | 827  | 911  | 1 050 |

| 1968  | 1975  | 1982  | 1990  | 1999  | 2004  | 2006  | 2009  | 2014  |
| ----- | ----- | ----- | ----- | ----- | ----- | ----- | ----- | ----- |
| 1 106 | 1 212 | 1 484 | 1 587 | 1 737 | 1 875 | 1 894 | 1 847 | 1 972 |

| 2019  | 2022  | - | - | - | - | - | - | - |
| ----- | ----- | - | - | - | - | - | - | - |
| 1 996 | 2 023 | - | - | - | - | - | - | - |

### Pyramide des âges
La population de la commune est relativement âgée.
En 2018, le taux de personnes d'un âge inférieur à 30 ans s'élève à 27,2 %, soit en dessous de la moyenne départementale (30,2 %). À l'inverse, le taux de personnes d'âge supérieur à 60 ans est de 40,9 % la même année, alors qu'il est de 32,3 % au niveau départemental.
En 2018, la commune comptait 948 hommes pour 1 050 femmes, soit un taux de 52,55 % de femmes, légèrement supérieur au taux départemental (51,59 %).
Les pyramides des âges de la commune et du département s'établissent comme suit.
| Hommes | Classe d’âge | Femmes |
| ------ | ------------ | ------ |
| 2,2    | 90 ou +      | 7,6    |
| 12,2   | 75-89 ans    | 16,3   |
| 22,8   | 60-74 ans    | 20,4   |
| 17,6   | 45-59 ans    | 16,3   |
| 15,3   | 30-44 ans    | 14,7   |
| 13,6   | 15-29 ans    | 10,5   |
| 16,2   | 0-14 ans     | 14,3   |

| Hommes | Classe d’âge | Femmes |
| ------ | ------------ | ------ |
| 1      | 90 ou +      | 2,7    |
| 9,2    | 75-89 ans    | 12     |
| 20,6   | 60-74 ans    | 21,3   |
| 20,7   | 45-59 ans    | 20,3   |
| 16,8   | 30-44 ans    | 16     |
| 15,6   | 15-29 ans    | 13,4   |
| 16,1   | 0-14 ans     | 14,3   |

## Économie

### Agriculture
La commune est essentiellement rurale.
La viticulture occupe une petite partie de l'activité agricole. La commune est située dans les Bons Bois, dans la zone d'appellation d'origine contrôlée du cognac.

### Industrie

#### Chaudronnerie Soumagne
Jean Soumagne s’installe avec quelques compagnons comme charron à La Rochefoucauld.
En 1919, l’entreprise Soumagne évolue pour se reconvertir dans la carrosserie automobile.
Puis, à partir de 1949, à la demande de l’industrie textile, l’entreprise se tourne vers la chaudronnerie.
En 1971, l’entreprise Soumagne déménage pour s’implanter en périphérie de la ville.
C’est en 2003 que la 4e génération des Soumagne a fêté les 120 ans de l’entreprise.

#### Fromagerie le Manslois
Depuis 1991, le fromage « le Manslois », fromage blanc battu de vache frais célèbre dans le département, est fabriqué dans la commune. Comptant 3 employés, l'entreprise familiale tenue par Marie-Claude Paulet et Philippe Petit fabrique 150 000 fromages par an, ainsi qu'une variante chèvre depuis 2005.

## Équipements, services et vie locale

### Enseignement
Rivières possède une école primaire publique comprenant sept classes (deux maternelles et cinq élémentaires). Le secteur du collège est La Rochefoucauld.

## Lieux et monuments

### Patrimoine religieux
L'église paroissiale Saint-Cybard est romane et date des XIIe et XVe siècles. L'église a d'abord été mentionnée en 1090 lorsque l'évêque d'Angoulême Adémar la remet au prieuré Saint-Florent de La Rochefoucauld, avant de passer en 1266 au chapitre de La Rochefoucauld. De cette église il ne reste rien et au XIIe siècle on en construit une nouvelle. Il en reste actuellement le chœur et le transept situé au nord, avec une absidiole de grande qualité architecturale en hémicycle ouvrant sur le croisillon. L'église a été en grande partie reconstruite au XVe siècle, en particulier la nef, le mur oriental avec contreforts fermant le chevet vu la déclivité du terrain, et la façade occidentale avec la porte de style gothique flamboyant. L'intérieur de l'édifice a été remanié au XIXe siècle.
Avec son cimetière attenant où l'on peut remarquer d'impressionnantes pierres tombales du XIXe siècle, elle est inscrite aux monuments historiques depuis 1948.

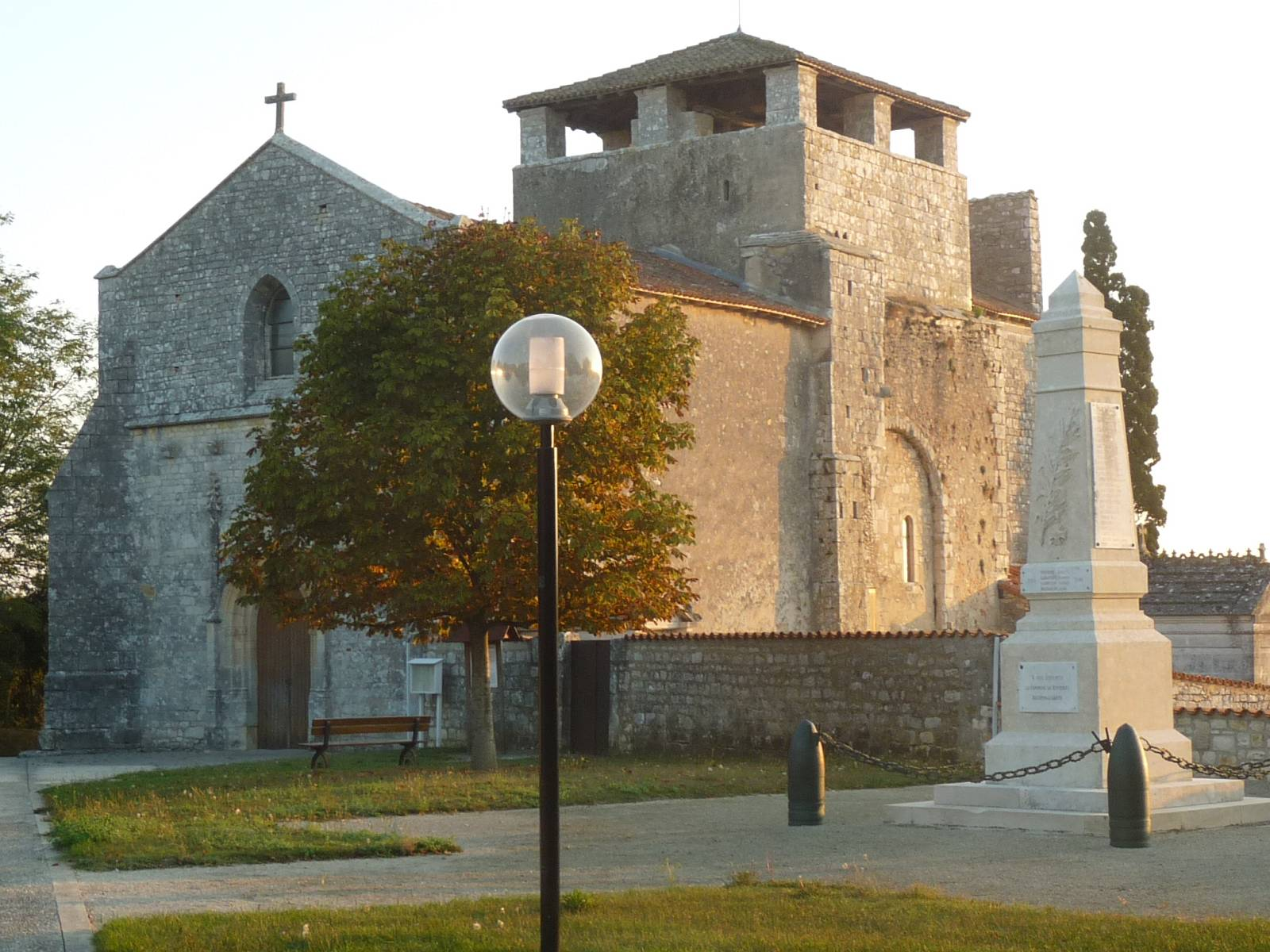
L'église et le monument aux morts.
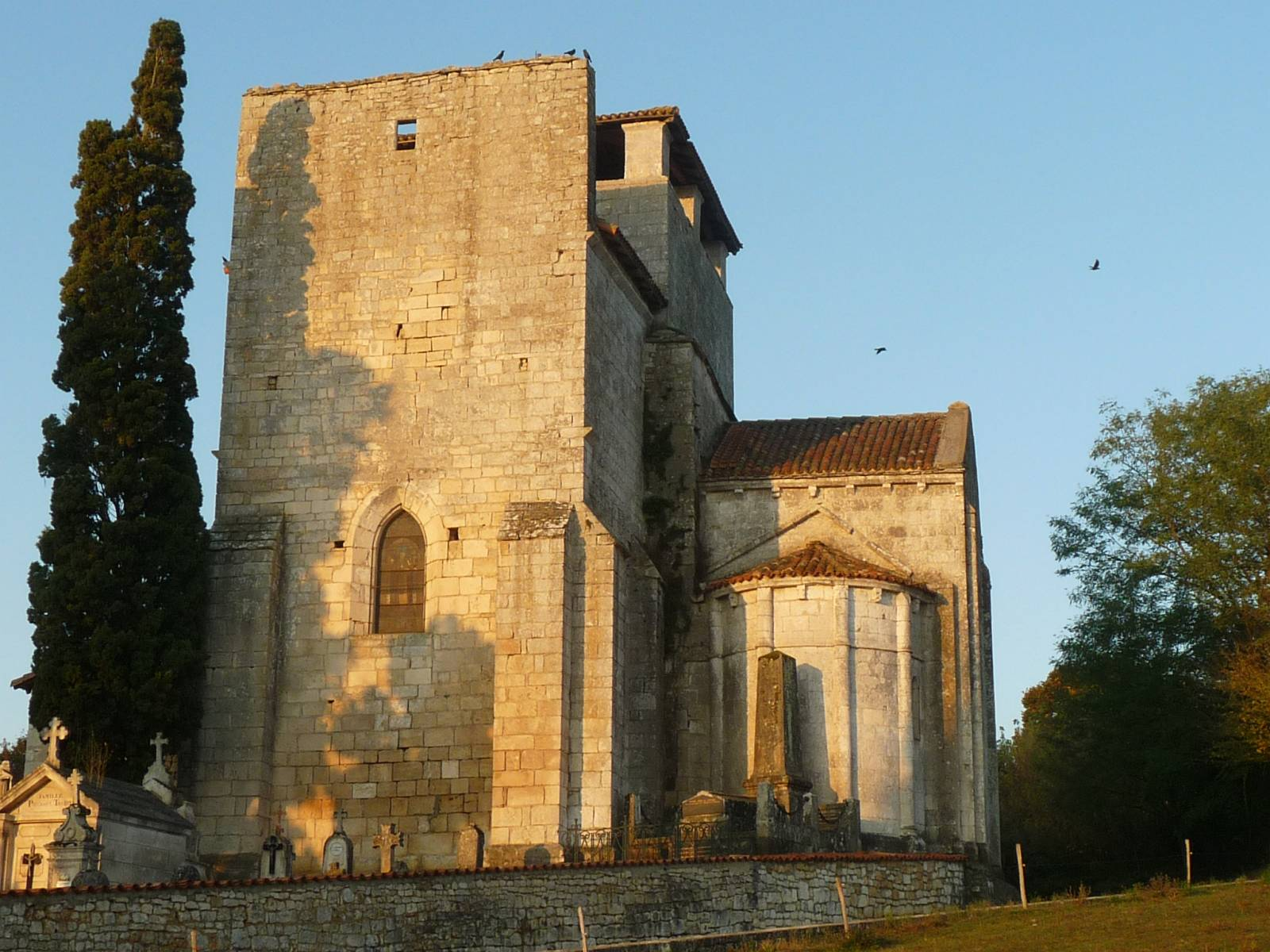
Le mur du chevet et le cimetière.
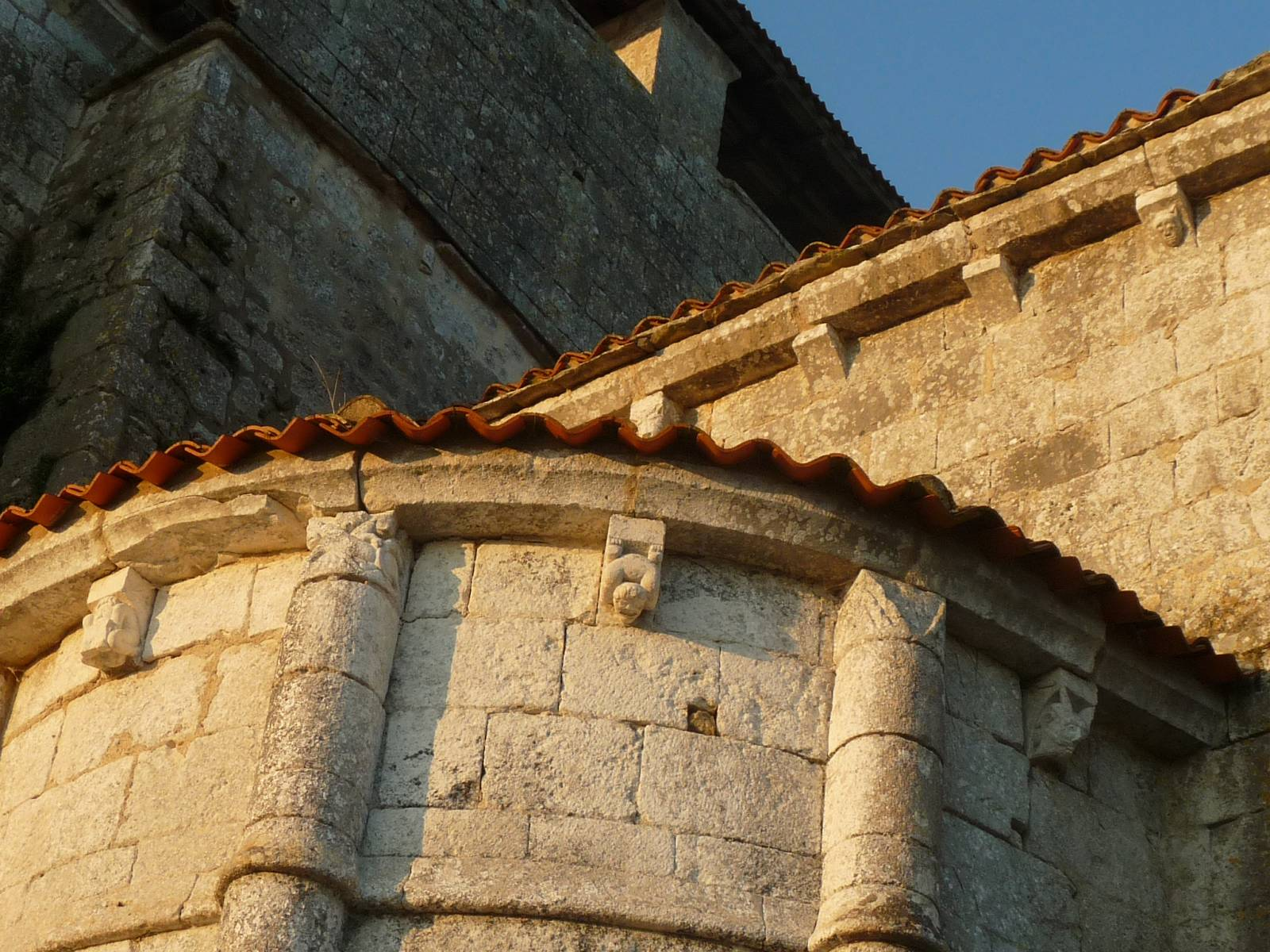
Les modillons de l'absidiole.
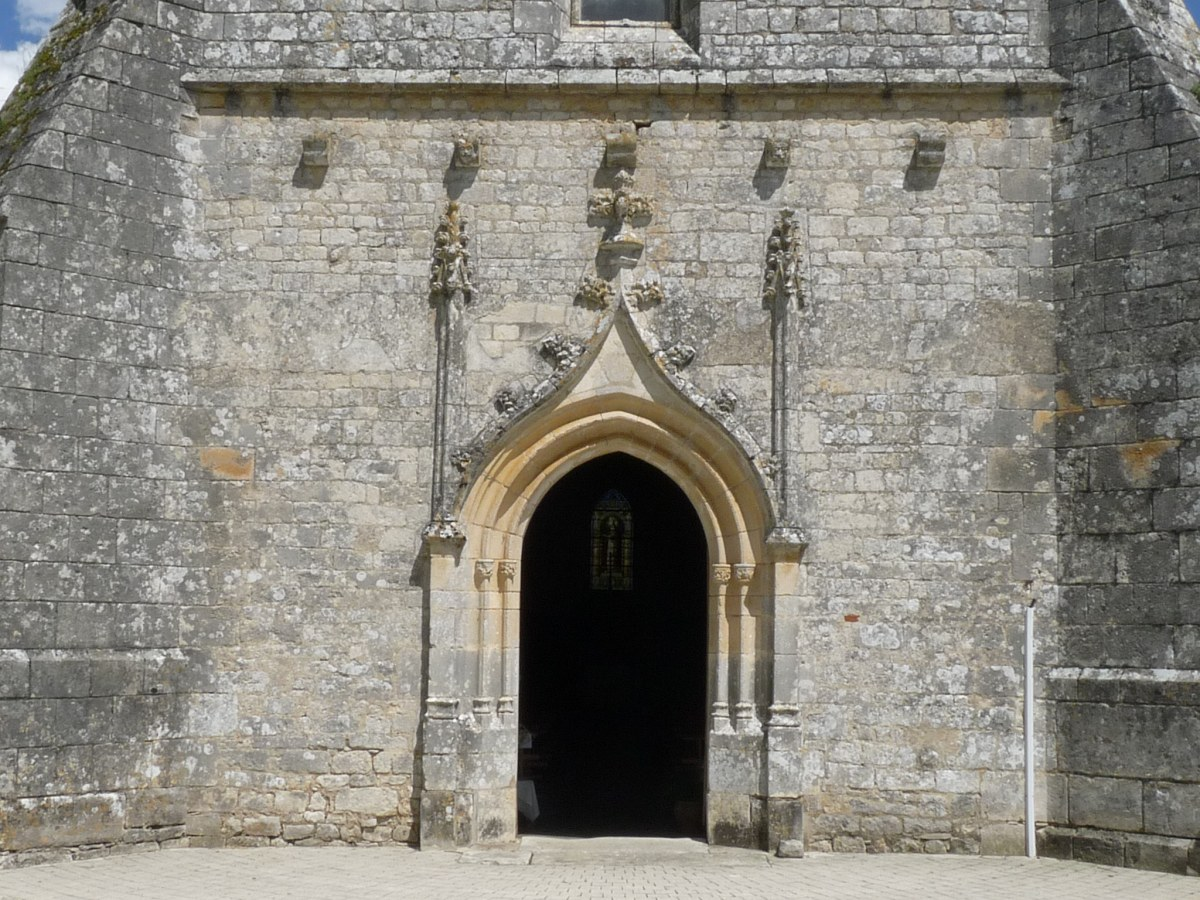
La façade gothique.
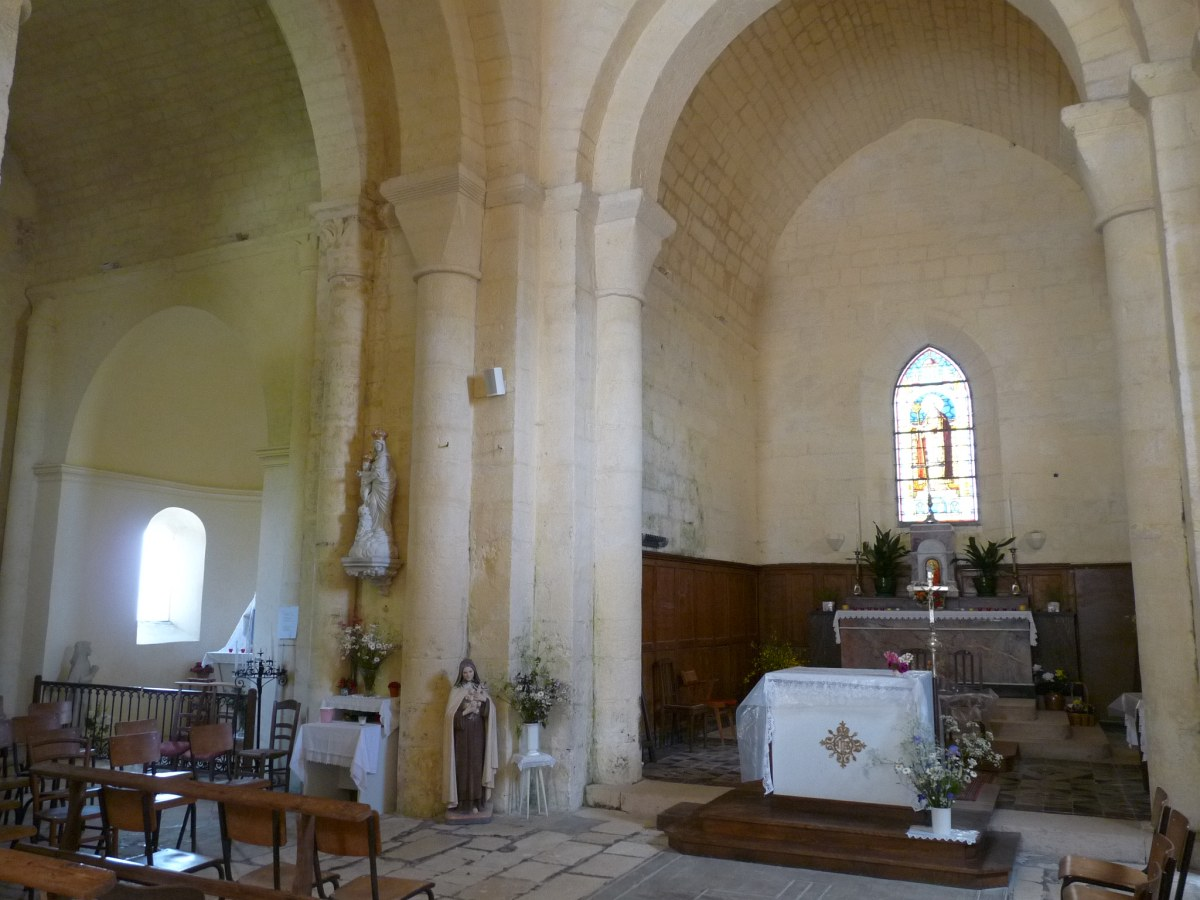
Le chœur et le transept.

### Patrimoine civil
Le logis de Ribérolles, situé à 0,4 km au nord du bourg au bord de la Tardoire, est inscrit aux monuments historiques depuis le 12 mars 2010.

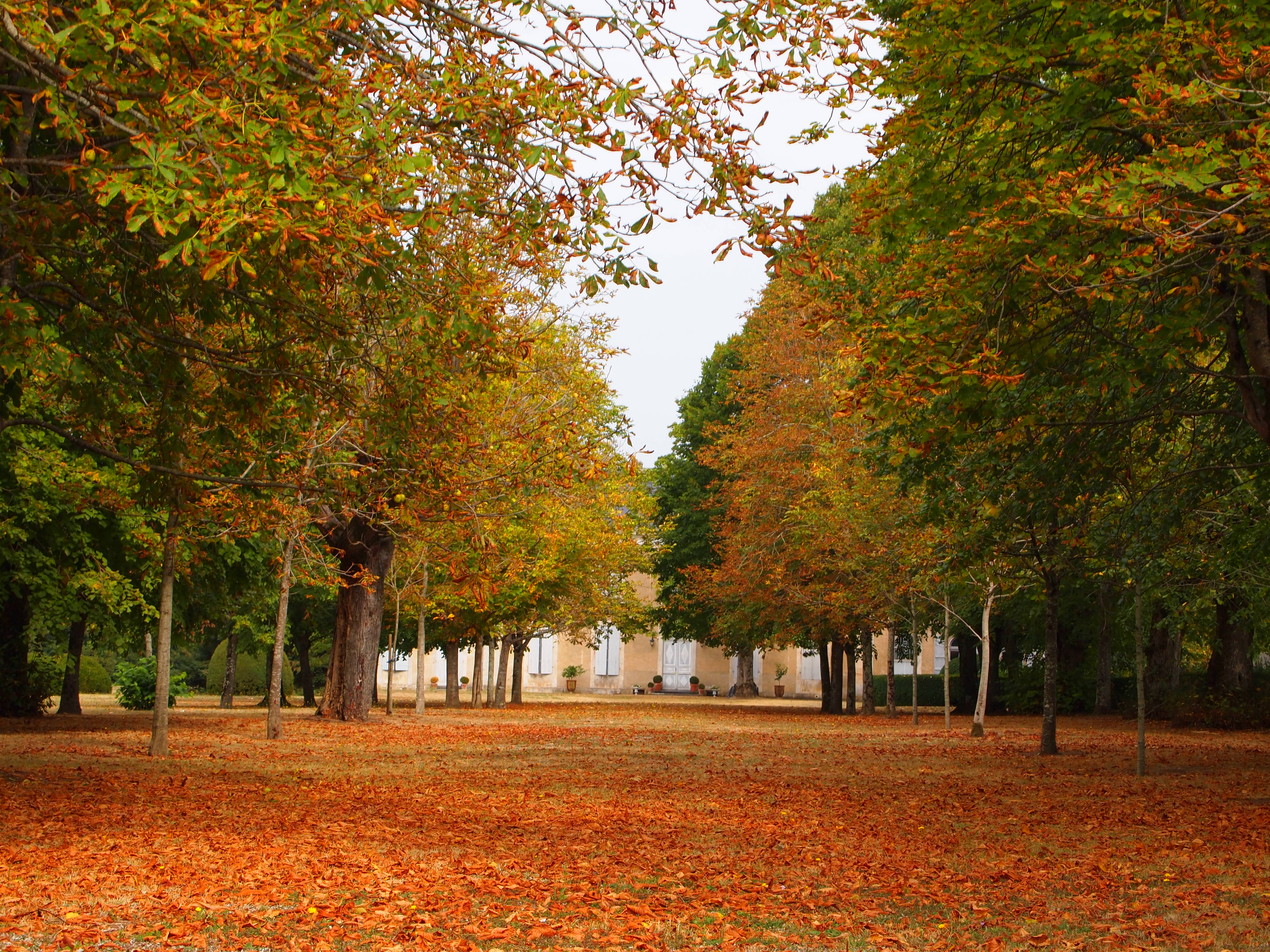
Logis de Ribérolles et son parc.
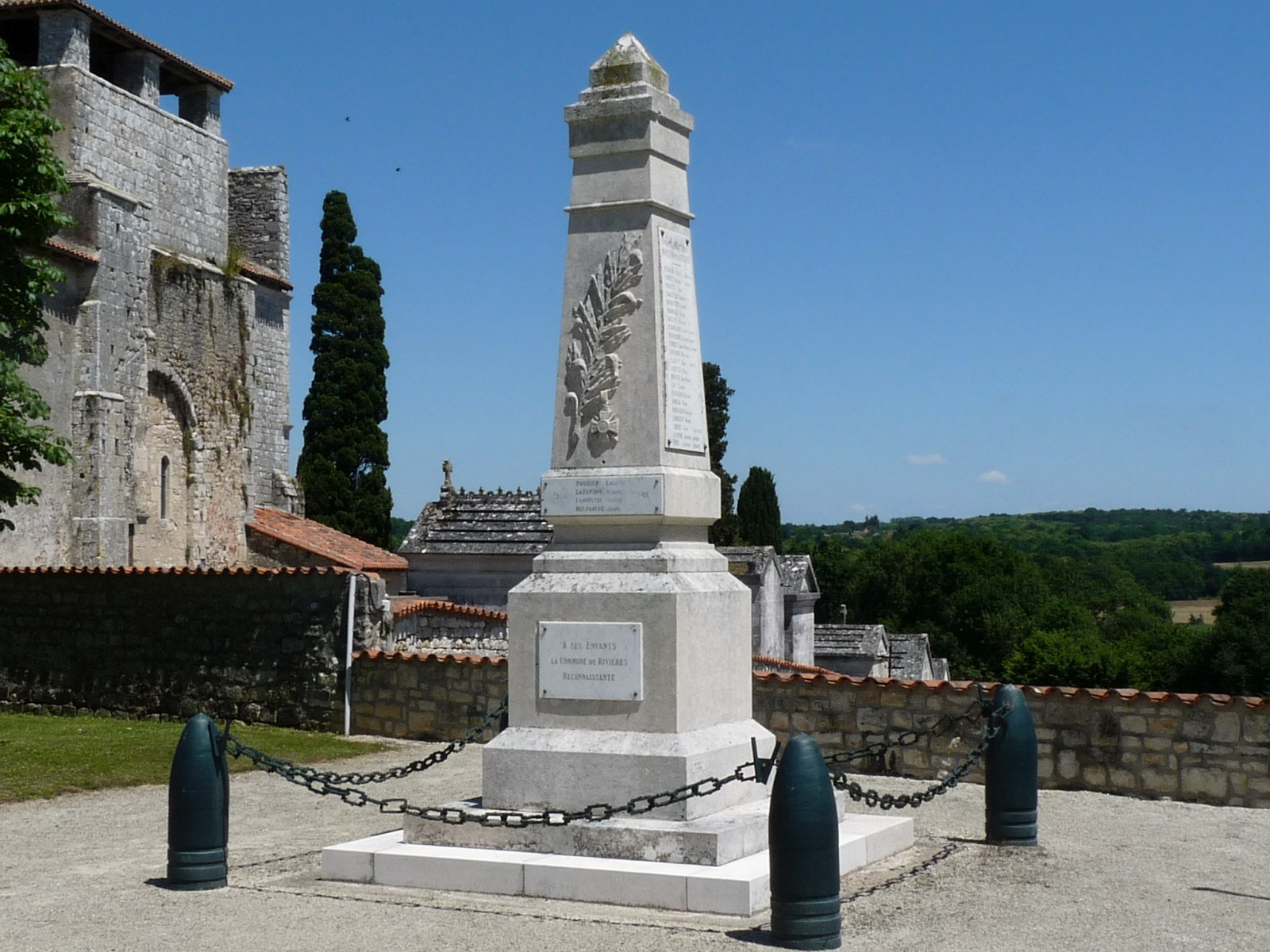
Le monument aux morts.

## Personnalités liées à la commune
- Nicole Bricq (1947-2017) est morte des suites d'une chute faite à Rivières.